# چمنزار و توندرا آلتای آلپاین
منطقه اکولوژیکی علفزار و توندرا آلپی آلتای (شناسه ووف: پی آ ۱۰۰۱) یک منطقه اکولوژیکی زمینی است که ارتفاعات بالاتر کوه‌های آلتای را در مرکز «ایکس» تشکیل شده توسط مرزهای جداکننده روسیه، قزاقستان، چین و مغولستان پوشش می‌دهد. قله‌های کوه در دورترین نقطه شمالی در آسیای مرکزی قرار دارند و دشت‌های سیبری را در شمال از بیابان‌های گرم و خشک در جنوب جدا می‌کنند. ارتفاعات بالای ۲۴۰۰ متر ویژگی‌های توندرا را نشان می‌دهند، با تکه‌هایی از علفزارهای آلپی و برخی درختان بلافاصله زیر خط درختان. این منطقه اکولوژیکی در زیست‌بوم علفزارها و بوته‌زارهای کوهستانی و قلمرو پالئارکتیک با آب و هوای قاره‌ای مرطوب قرار دارد. مساحتی بالغ بر ۹۰٬۱۳۲ کیلومتر مربع (۳۴٬۸۰۰ مایل مربع) پوشش می‌دهد. .

## مکان و توضیحات
این منطقه اکولوژیکی، رشته‌کوه‌های مرتفعی را در سراسر مرز روسیه، قزاقستان، چین و مغولستان پوشش می‌دهد که حدود ۷۰۰ کیلومتر امتداد دارد. کیلومتر از شمال غربی به جنوب شرقی و فاصله مشابهی از جنوب غربی به شمال شرقی. این منطقه اکولوژیکی پراکنده است و ارتفاعات بالاتر از خط رویش درختان را در بر می‌گیرد؛ ارتفاعات پایین‌تر در این منطقه عمدتاً در منطقه اکولوژیکی جنگل‌های کوهستانی آلتای و استپ‌های جنگلی با دمای گرمتر قرار دارند. آلتای به تعدادی رشته کوه تقسیم می‌شود که آلتای جنوبی در قزاقستان و آلتای مغولی و آلتای گبی تا جنوب شرقی امتداد دارند.
از آنجا که این کوه‌ها در مقایسه با سایر کوه‌های آسیای مرکزی در عرض جغرافیایی نسبتاً بالایی قرار دارند، مناطق آلپی از ارتفاعات پایین‌تری شروع می‌شوند. خط رویش درختان در بالاترین نقطه خود ۲٬۴۰۰ متر (۷٬۹۰۰ فوت) است. و منطقه صخره‌ها و یخچال‌های طبیعی در ۳٬۰۰۰ متر (۹٬۸۰۰ فوت).

## آب و هوا
این منطقه دارای اقلیم توندرا (طبقه‌بندی کوپن ای تی) است. این اقلیم به گونه‌ای تعریف می‌شود که حداقل یک ماه به اندازه کافی گرم باشد تا برف‌ها ذوب شوند (میانگین دمای بالاتر از ۰ درجه سانتیگراد)، اما هیچ ماهی به‌طور متوسط دمای بالاتر از ۱۰ درجه سلسیوس (۵۰ درجه فارنهایت) سانتیگراد نداشته باشد. منطقه مرتفع آلتای میانگین بارندگی حدود ۲۹۴ درجه فارنهایت را دریافت می‌کند میلی‌متر در سال. میانگین دما −۲۶ درجه سلسیوس (−۱۵ درجه فارنهایت) است در ژانویه، و ۹٫۴ درجه سلسیوس (۴۸٫۹ درجه فارنهایت) در ماه جولای.

## گیاهان و جانوران
روی هم رفته، حیات گیاهی آلتای نسبت به کوه‌های جنوبی‌تر آسیای مرکزی (تیان شان، هیمالیا و تبت) به گونه‌های قطبی نزدیک‌تر است. یک مطالعه روی ۳۰۰ گونه در این منطقه نشان داد که ۳۹٪ آنها به گونه‌های قطبی شباهت دارند. در این منطقه، حیات گیاهی به شدت به پهنه‌بندی ارتفاعی و سطوح ارتفاع وابسته است. گونه‌های کمی در مرتفع‌ترین منطقه، یعنی منطقه «نیوال»، جایی که یخچال‌های طبیعی و سنگ‌های لختِ در معرض دید، زندگی را دشوار می‌کنند، وجود دارد. منطقه زیرنیوال (آلپ مرتفع) دارای خزه، گلسنگ و گیاهان خزنده در مناطق وسیعی از فلات‌های مرتفع است. منطقه آلپ پست، بالاتر از خط کامل درختان، منطقه‌ای از مراتع آلپی است که در مناطق مرطوب‌تر شمالی، توس کوتوله (بتولا روتوندیفولیا) و مراتع جگن کوبرسیا (جگن باتلاقی) و کارکس را در خود جای داده است.
به دلیل دورافتادگی، کوه‌های این منطقهٔ اکولوژیکی از بسیاری از گونه‌های آسیب‌پذیر پستانداران، از جمله جمعیت‌های قابل توجهی از پلنگ برفی در معرض خطر انقراض (پانترا اونسیا)، سیاه‌گوش اوراسیایی (سیاهگوش سیاهگوش) و گوزن مشک سیبری (موشوس موسچیفروس) که گونه‌ای آسیب‌پذیر است، حمایت می‌کنند.

## محافظت‌ها
تعدادی منطقه حفاظت‌شده ملی وجود دارد که حداقل تا حدی در منطقه اکولوژیکی قرار دارند:
- ذخیره‌گاه طبیعی کاتون، در امتداد رشته‌کوه کاتون در کوه‌های آلتای، عمدتاً در روسیه و در امتداد مرز با قزاقستان قرار دارد.
- پارک ملی کاتون-کاراگای، شامل بخشی از کوه بلوخا است که با روسیه مشترک است و به ارتفاع ۴۵۰۶ متر می‌رسد.
- پارک ملی آلتای تاوان بوگد، در جنوب تاوان بوگد، با ارتفاع ۴۳۷۴ متر، بلندترین کوه مغولستان.